# Portugals autonoma regioner

Flagga för den autonoma regionen Azorerna (Região Autónoma dos Açores).

Flagga för den autonoma regionen Madeira (Região Autónoma da Madeira).

Portugals autonoma regioner (portugisiska: Regiões Autónomas de Portugal) består av de två ögrupperna Azorerna (Região Autónoma dos Açores) och Madeira (Região Autónoma da Madeira) vilka utgör självstyrande delar av Portugal. Tillsammans med Kontinentala Portugal (Portugal Continental) utgör de landets territorium.

## Indelning
På Azorerna finns det 19 kommuner (concelhos) och 155 församlingar (freguesias).
Madeira har 11 kommuner och 54 församlingar, medan hela Portugal består av 308 kommuner och 3 091 församlingar. Kontinentala Portugal är även indelat i arton distrikt.